# Molophilus quadristylus
Molophilus quadristylus är en tvåvingeart som beskrevs av Alexander 1922. Molophilus quadristylus ingår i släktet Molophilus och familjen småharkrankar. Inga underarter finns listade i Catalogue of Life.